# Calcio ai II Giochi olimpici giovanili estivi - Torneo maschile

## Formula
Le sei squadre vengono divise in due gironi all'italiana di tre squadre ciascuno.
Le prime due classificate di ogni girone si qualificano per la fase ad eliminazione diretta, composta da semifinali, finale per il 3º posto e per il 1º posto.

## Fase eliminatoria

### Gruppo C

#### Risultati
| Arbitro: | Zitouni |

|  |           |                                                                  |
|  | Marcatori | 15’ (rig.) Finnsson 40+1’ Adalsteinsson 41’, 59’, 73’ Guðjónsson |

| Arbitro: | Fu Ming |

|                |           |                                  |
| Gunnarsson 42’ | Marcatori | 4’ (aut.) Kristinsson 26’ Távara |

| Arbitro: | Ndiaye |

|                                                 |           |              |
| Gil 34’ (rig.) Olivares 37’ (rig.) Melendez 74’ | Marcatori | 77’ Laureano |

#### Classifica
| Pos. | Squadra  | Pt | G | V | N | P | GF | GS | DR |
| ---- | -------- | -- | - | - | - | - | -- | -- | -- |
| 1.   | Perù     | 6  | 2 | 2 | 0 | 0 | 5  | 2  | +3 |
| 2.   | Islanda  | 3  | 2 | 1 | 0 | 1 | 6  | 2  | +4 |
| 3.   | Honduras | 0  | 1 | 0 | 0 | 1 | 0  | 5  | -5 |

### Gruppo D

#### Risultati
| Arbitro: | Fedorczuk |

|  |           |                                                                                     |
|  | Marcatori | 4’ Kim Gyu-Hyeong 23’ (rig.) Jeong Woo-Yeong 36’, 69’ Joo Hwi-Min 59’ Kim Seong-Jun |

| Arbitro: | Montero |

| |           |  |
| Jeong Woo-Yeong 10’ Kim Gyu-Hyeong 14’, 26’, 31’, 59’ Rarua 53’ (aut.) Lee Ji-Yong 62’, 68’, 80+1’ | Marcatori |  |

| Arbitro: | Amhof |

|             |           |                                                                  |
| Bororoa 11’ | Marcatori | 2’ Kenny 6’ (rig.) 72’ Andradino 8’, 19’, 58’ Ricardo 67’ Kelvin |

#### Classifica
| Pos. | Squadra       | Pt | G | V | N | P | GF | GS | DR  |
| ---- | ------------- | -- | - | - | - | - | -- | -- | --- |
| 1.   | Corea del Sud | 6  | 2 | 2 | 0 | 0 | 14 | 0  | +14 |
| 2.   | Capo Verde    | 3  | 2 | 1 | 0 | 1 | 7  | 6  | +1  |
| 3.   | Vanuatu       | 0  | 2 | 0 | 0 | 2 | 1  | 16 | -15 |

## Fase a eliminazione diretta

### Semifinali
| Arbitro: | Montero |

|                                             |           |              |
| Gil 49’ (rig.) Fabio 57’ (aut.) Pacheco 63’ | Marcatori | 2’ Andradino |

| Arbitro: | Fedorczuk |

|                 |                      |                |
| Joo Hwi-Min 63’ | Marcatori            | 60’ Guðjónsson |
|                 | Tiri di rigore 3 – 1 |                |

### Finale 5º posto
| Arbitro: | Zitouni |

|                                              |           |  |
| Diego 2’ Laureano 15’ Santos 21’, 40+1’, 64’ | Marcatori |  |

### Finale per il bronzo
| Arbitro: | Fu Ming |

|  |           |                                                                    |
|  | Marcatori | 14’ (rig.) Finnsson 40’ Gunnarsson 42’ (aut.) Fabio 61’ Guðjónsson |

### Finale per l'oro
| Arbitro: | Amhof |

|                     |           |                     |
| Gil 41’ Pacheco 55’ | Marcatori | 16’ Jeong Woo-Yeong |